# 乔苗水库
乔苗水库是中国广西壮族自治区崇左市大新县全茗镇境内的一座水库，位于黑水河流域向水河上，建于1969年。水库正常库容为2049万立方米，集雨面积为10平方千米，海拔为150米。